# Parisi (musicisti)
I Parisi sono un duo musicale italiano composto dai fratelli Marco e Giampaolo "Jack" Parisi. Nel corso della loro carriera hanno collaborato con artisti come Ed Sheeran, Fred Again, Black Eyed Peas e Clementino, vincendo un Grammy Award come produttori dell'album Actual Life 3 (January 1 – September 9 2022) di Fred Again.

## Storia del gruppo
Nati e cresciuti nella città di Salerno, i fratelli Parisi si avvicinano al mondo della musica grazie ai genitori, anche loro musicisti. Nel 2016 vengono entrambi assunti dalla società britannica ROLI, operante nei settori di musica e tecnologia. Contestualmente iniziano a lavorare come duo musicale co-producendo due brani per l'album di Clementino Miracolo!. 
Nel 2017 iniziano a lavorare con artisti internazionali producendo il singolo Fiyah per Will.i.Am; continuano nel frattempo a lavorare con artisti italiani, collaborando nuovamente con Clementino e altri rapper come Capo Plaza. Nel 2019 partecipano alla produzione di quattro brani per l'album di Ed Sheeran No. 6 Collaborations Project, per poi lavorare ad altrettanti brani dei Black Eyed Peas inclusi nell'album Translation. 
Collaborano successivamente con il produttore Fred Again producendo gli album Actual Life 2 (2 February – 15 October 2021) e Actual Life 3 (January 1 – September 9 2022). Per quest'ultimo lavoro vincono un Grammy Award al miglior album dance/elettronico durante i Grammy Awards 2024.

## Discografia
- 2023 - U Ok? (con Sebastian Ingrosso e Steve Angello)
- 2023 - Tease (feat. Jelani Blackman)
- 2023 - Believe In Myself
- 2024 - Lights Out
- 2024 - High For This
- 2024 - Rain (con Clementine Douglas)
- 2024 - Korabu (con Skrillex e bgirl)
- 2025 - Man Down (con Daniel Allan)